# Day of the Tentacle
Maniac Mansion 2: Day of the Tentacle (en español, Mansión maníaca 2: Día del tentáculo), también conocida como Day of the Tentacle, es una aventura gráfica, originalmente publicada en 1993, por LucasArts. Es el octavo juego en usar el motor SCUMM.
El juego fue publicado en disquette y en CD-ROM. La versión de CD-ROM poseía un completo sistema de voces. El día del tentáculo fue desarrollado por Dave Grossman y Tim Schafer.

## Argumento
El día del tentáculo empieza un tiempo después de los eventos transcurridos en Maniac Mansion. De los siete personajes posibles en el primer juego, sólo Bernard Bernoulli, un típico nerd, vuelve a aparecer. Esta vez, Bernard tiene una importante misión para la cual regresará de nuevo a la mansión de la familia Edison, llevando consigo a sus dos amigos Hoagie y Laverne. Allí una de las dos creaciones del Dr. Fred Edison, el Tentáculo Púrpura, ha ingerido un residuo radioactivo de la Mansión con inquietantes consecuencias, ha sufrido una mutación a modo de dos nuevos apéndices que utiliza como brazos y algo mucho peor... su mente se ha visto perturbada y ahora se propone conquistar el Mundo.
Ante ese escenario Bernard y sus amigos planean volver atrás en el tiempo con la intención de impedir que el Tentáculo Púrpura pueda beber esos residuos radioactivos. Para ello pretenden utilizar las Cron-O-Letrinas (o en inglés, "Chron-O-John"s) del Dr. Fred, unas máquinas del tiempo fabricadas sobre letrinas.
Por desgracia, para su correcto funcionamiento las Cron-O-Letrinas requieren de un diamante puro. Al utilizar un diamante de imitación la máquina del tiempo del Dr. Fred falla, enviando a Hoagie doscientos años al pasado y a Laverne doscientos años al futuro (un futuro dominado por tentáculos), mientras que Bernard queda en el presente.
Para poder continuar con sus planes e impedir que el tentáculo Púrpura se transforme, Bernard (quien cuenta con la ayuda del amigable tentáculo verde) se verá obligado a encontrar un diamante real que repare la máquina del tiempo. Mientras tanto Hoagie y Laverne deberán conseguir conectar sus Cron-O-Letrinas a una fuente de energía lo suficientemente potente como para poder regresar y vencer al tentáculo púrpura.
Una de las características más notables de El día del tentáculo es que se puede jugar al Maniac Mansion original usando la computadora de Weird Ed Edison.

## Jugabilidad
El día del tentáculo sigue el clásico estilo de señala-y-clica (point-and-click), originalmente establecido en Maniac Mansion. Los jugadores dirigen a los personajes usando el ratón. Para interactuar con el mundo del juego, los jugadores eligen entre un grupo de comandos mostrados en la pantalla y después en el objeto al cual quieren interactuar.
El juego utiliza un entorno de tres personajes a la vez, en tres momentos diferentes de la historia, con puzles dependiendo de las acciones de cada personaje. Las acciones llevadas a cabo en el pasado tendrán consecuencias en el futuro.

## Curiosidades
- Max, de Sam & Max, aparece en uno de los cuadros de la mansión, en el pasado.
- Los personajes del futuro son similares a los del presente, siendo generalmente descendientes.
- El gran parecido en la pose de Bernard con la Jaleel White interpretando a Steve Urkel, en la serie "Cosas de Casa".
- Si se usa el ordenador de la habitación de Ed en el presente, se carga el juego Maniac Mansion original, siendo este perfectamente jugable.
- Bernard dice haber irrumpido en la mansión hace cinco años y secuestrado al Hámster de Weird Ed Edison. Después Ed recuerda lo que pasó con su viejo hámster, el cual explotó tras producirse un sonido "ding". Esto es una referencia a su juego antecesor, Maniac Mansion.
- El número de teléfono del canal de televenta es el "1-800-STAR WARS".
- En el juego de Super Nintendo llamado Zombies Ate My Neighbors hay un nivel llamado Day of the Tentacle y donde podemos ver enemigos que son tentáculos púrpuras. Para acceder a dicho nivel hay que ingresar el password BCDF.
- En la habitación del presente del tentáculo verde podemos ver un casco de los soldados imperiales de Star Wars.
- En el juego hay tres referencias a Monkey Island: cuando Bernard habla por primera vez con la enfermera Edna, ella le pregunta que si es Bernard, y sus opciones son que lo es, que es otro Bernard o que se llama "Threepwood". Otra referencia, en el presente, cuando Bernard habla con el descendiente de Benjamin Franklin, es una de sus conversaciones (la cual no tiene fin ni utilidad) en la que Bernard dice que le recuerda a algún personaje al azar, a lo que el descendiente le responde que su esposa le dice que le recuerda a otro personaje al azar; una de las respuestas que recibe Bernard es "curioso; mi esposa dice que me parezco al Pirata Fantasma LeChuck", una de las múltiples formas que ha recibido el antagonista principal de la saga. Y la última, cuando Bernard, Laverne, y Hoagie le dicen al tentáculo púrpura "mira detrás de ti, un mono de tres cabezas", la que es una frase popular de Guybrush para escapar de los combates.

## Remasterización
Cuando se cumplen 23 años de la salida del juego original, LucasArts lanza al mercado el 22 de marzo de 2016 una versión remasterizada del mismo, tal y como se hizo con otros de los más míticos títulos de la compañía. El juego, con nuevos gráficos de mayor resolución, está disponible para las plataformas PlayStation 4, PlayStation Vita, Microsoft Windows y macOS. Meses después, el 11 de julio de 2016, la versión remasterizada pasó a estar disponible también para GNU/Linux y para iOS.